# 八里湾乡 (会宁县)
八里湾乡，是中华人民共和国甘肃省白银市会宁县下辖的一个乡镇级行政单位。

## 行政区划
八里湾乡下辖以下地区：
苟家川村、芦子坪村、八里湾村、大水岔村、复兴村、团结村、旮旯村、富家岔村、百户村、陈家去村和李家湾村。